# (7509) Gamzatov
(7509) Gamzatov ist ein Asteroid des inneren Hauptgürtels, der am 9. März 1977 vom sowjetisch-russischen Astronomen Nikolai Stepanowitsch Tschernych am Krim-Observatorium (IAU-Code 095) in Nautschnyj, etwa 30 km von Simferopol entfernt, entdeckt wurde.
Benannt wurde der Himmelskörper am 24. Januar 2000 nach dem awarischen Dichter, Schriftsteller und Politiker Rassul Gamsatowitsch Gamsatow (1923–2003), der der Nationaldichter von Dagestan ist.